# Zach Lund
Zach Lund (ur. 22 marca 1979 w Salt Lake City) – amerykański skeletonista, startujący od 2000 r.
Znalazł się w reprezentacji USA na igrzyska w Turynie. Do Włoch nie pojechał, ponieważ został zdyskwalifikowany za stosowanie finasterydu.
Startował na igrzyskach w Vancouver. Zajął 5. miejsce.